# بیرگیت هان
بیرگیت هان (آلمانی: Birgit Hahn؛ زادهٔ ۲۹ ژوئن ۱۹۵۸) بازیکن هاکی روی چمن اهل آلمان است.